# Церква відродження у Христі
Церква відродження у Христі (порт. Igreja Renascer em Cristo — неохаризматична деномінація, заснована в Сан-Паулу в 1986 році Естеваном Ернандесом і Сонею Ернендес. Церква зараз має понад 2 млн членів та понад 1,5 тис. храмів, як в Бразилії, так і по всьому світу.
Відносно засновників церкви, Естевана і Соні Ернандес, як і самої організації, довгий час проводиться розслідування через звинувачення у відмиванні грошей, лжесвідчення, наклепи, зловживання неприбутковим статусом, ухилення від податків та ряди інших. В січні 2007 року оба засновники були заарештовані в Маямі за недекларований ввіз до США суми у 56 тис. доларів США, у результаті чого вони провели п'ять місяців у в'язниці.
Одним з найбільших донорів та найвідоміших членів церкви є футболіст Кака́, зокрема він пожертвував церкві понад 2 млн. реалів та виставляв у головному храмі деномінації в районі Камбучі міста Сан-Паулу свій трофей найкращого футболіста 2007 року.
18 січня 2009 року обвалився дах згаданого вище головного храму деномінації в Камбучі, у результаті чого загинуло 9 чоловік, а понад 100 були поранені.

## Ресурси Інтернету
- Офіційний сайт церкви (порт.)
- Polícia norte-americana prende fundadores da Renascer [Архівовано 8 жовтня 2008 у Wayback Machine.] Folha Online (порт.)
- Renascer ameaça processar promotor por perseguição a Kaká [Архівовано 17 січня 2008 у Wayback Machine.] O Globo Online (порт.)
- Kaká deixa troféu da Fifa na igreja [Архівовано 5 січня 2008 у Wayback Machine.] O Globo Online (порт.)
- Palm Beach County Sheriff's Office booking sheet for Sônia Hernandes (англ.)